# Novantinoe denticornis
Novantinoe denticornis är en skalbaggsart som först beskrevs av Bates 1870.  Novantinoe denticornis ingår i släktet Novantinoe och familjen långhorningar. Inga underarter finns listade i Catalogue of Life.